# Hypolytrum bahiense
Hypolytrum bahiense là loài thực vật có hoa trong họ Cói. Loài này được M.Alves & W.W.Thomas mô tả khoa học đầu tiên năm 2002.